# Batalha de Amiens
A Batalha de Amiens também conhecida como a Terceira Batalha de Picardy (em francês:  3ème Bataille de Picardie) começou no dia 8 de agosto de 1918, marcou o início da ofensiva Aliada, mais tarde designada por Ofensiva dos Cem Dias, que teria como resultado o fim da Primeira Guerra Mundial. As forças Aliadas avançaram cerca de 11 km no primeiro dia, um dos maiores avanços da guerra, tendo na sua liderança Henry Rawlinson, à frente do 4.º Exército Britânico. A batalha também se notabilizou pelo seu efeito no moral dos homens, de ambos os lados, e pelo elevado número de rendições das forças alemãs. O primeiro dia da batalha foi descrito por Erich Ludendorff como "o dia mais negro do Exército Alemão". Amiens ficou para a história como uma das primeiras grandes batalhas envolvendo veículos blindados e marcou o fim da guerra de trincheiras na Frente Ocidental, tornando a natureza do conflito mais dinâmica e física com as forças a movimentarem-se no terreno até à assinatura do armistício em 11 de novembro de 1918.

## Prelúdio
A 21 de março de 1918, o Império Alemão tinha lançado a Operação Michael, a primeira de uma série de ataques planeados para retirar os Aliados da Frente Ocidental. Com a assinatura do Tratado de Brest-Litovsk com os revolucionários russos, os alemães tinham conseguido transferir milhares de homens para a Frente Ocidental, ficando, assim, com uma vantagem temporária em número de homens e material. Essas ofensivas tinham por objectivo transformar essa vantagem em vitória. A Operação Michael tencionava derrotar o flanco direito da Força Expedicionária Britânica, mas a derrota sofrida anteriormente em Arras levou ao insucesso da ofensiva. Os alemães tentaram um esforço final concentrando-se na cidade de Amiens, um local estratégico ao nível ferroviário, mas este avanço foi detido em Villers-Bretonneux pelos australianos apoiados por outras unidades, reagrupadas a 4 de abril.
As ofensivas seguintes — Operação Georgette (9 de abril–11 de abril), Operação Blücher-Yorck (27 de maio), Operação Gneisenau (9 de junho) e Operação Marne-Rheims (15 de julho–17 julho) — foram bem-sucedidas com avanços significativos na Frente Ocidental, mas não conseguiram alcançar uma vitória decisiva.
No final da ofensiva de Marne-Rheims, a vantagem numérica dos alemães terminou e as tropas e as provisões chegaram ao seu limite. O general Aliado, Ferdinand Foch, deu ordens para contra-atacar, dando origem à Segunda Batalha do Marne, que venceu, após a qual foi promovido a Marechal de França. Os alemães, reconhecendo a sua difícil situação, retiraram-se de Marne para norte. Foch tentava agora mover os Aliados para uma ofensiva.

### Plano

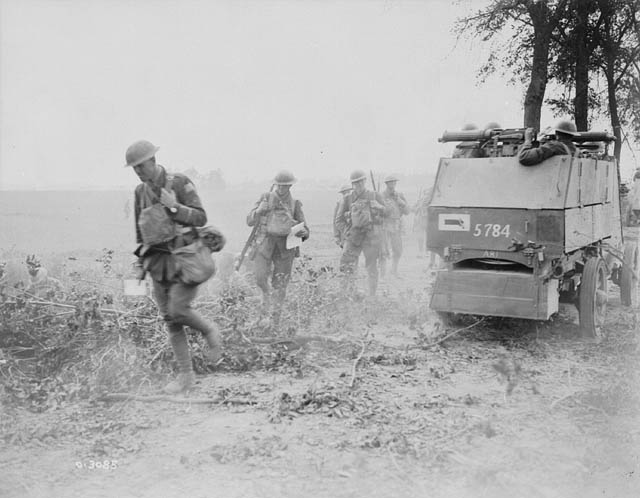
Tropas canadenses em Amiens.

Foch divulgou o seu plano no dia 23 de julho de 1918, no seguimento da retirada dos alemães iniciada a 20 de julho. O plano previa reduzir o saliente de Saint-Mihiel (que mais tarde seria palco de combates na Batalha de Saint-Mihiel) e libertar as linhas do caminho-de-ferro que passavam por Amiens.
O comandante da Força Expedicionária Britânica, Marechal-de-Campo Sir Douglas Haig, também tinha planos para um ataque a Amiens. Quando a retirada britânica terminou em Abril, o quartel-general do 4.º Exército Britânico sob o comando do General Sir Henry Rawlinson, tinha tomado o controlo da frente estabelecida sobre o Somme. No flanco esquerdo estava o III Corpo Britânico comandado pelo Tenente-General Richard Butler, enquanto que o Corpo Australiano, liderado por Sir John Monash defendia o flanco direito e fazia a ligação com os exércitos franceses a sul. A 30 de Maio, todas as divisões de infantaria australiana foram reunidas e passaram a ser comandadas pelo quartel-general, pela primeira vez na Frente Ocidental. Os australianos efectuaram uma série de contra-ataques locais que se revelaram eficazes para abrir e controlar terreno a sul de Somme, para uma ofensiva em larga escala, estabelecendo e aperfeiçoando os métodos que seriam utilizados.
Rawlinson enviou as propostas de Monash para Haig em julho, e este, por sua vez, enviou-as para Foch. Numa reunião realizada em 24 de julho, Foch concordou com o plano mas insistiu que o 1.º Exército Francês, que defendia a frente a sul do 4.º Exército Britânico, devia participar. Rawlinson discordou pois o seu plano, e o de Monash, dependiam, em muito, da utilização de tanques (agora disponíveis em grande número) para causar surpresa, evitando um bombardeamento prévio. O 1.º Exército Francês não tinha tanques e era obrigado a bombardear as posições alemãs antes do avanço da infantaria ter início, retirando, assim, o elemento surpresa. No final, foi acordado que os franceses iriam participar, mas só dariam início ao seu ataque 45 minutos depois do 4.º Exército. Foi, também, decidido que a nova data para o ataque seria o dia 10 de agosto, em vez de 8, para apanhar os alemães antes de eles terminarem a sua retirada do saliente de Marne.
Rawlinson finalizou os seus planos numa reunião com os comandantes dos seus Corpos (Butler, Monash, Sir Arthur Currie do Corpo Canadiano e Tenente-General Charles Kavanagh do Corpo de Cavalaria) em 21 de julho. Pela primeira vez, os australianos atacariam lado a lado com o Corpo Canadiano. Ambos, tinham a reputação de serem tacticamente agressivos e inovadores e de terem um registo de elevado sucesso nos últimos dois anos.
Os métodos tácticos foram testados pelos australianos num contra-ataque na Batalha de Hamel a 4 de Julho. A defesa alemã estava bastante entrincheirada em Hamel, e tinha poder de fogo numa área bastante alargada. Posições semelhantes tinham resistido à captura durante dois meses na Batalha do Somme. Em Hamel, os australianos tinham utilizado o factor surpresa em vez um ataque em peso. A artilharia abriu fogo apenas no momento em que a infantaria e os tanques avançaram, e os alemães foram rapidamente derrotados.
Um dos factores-chave do plano final era a sua confidencialidade. Não era suposto haver um bombardeamento prévio, apenas fogo de artilharia imediatamente antes do avanço das forças australianas, canadianas e britânicas. O plano final para o 4.º Exército envolvia 1 386 canhões e obuses e 684 armas pesadas, num total de 27 brigadas de artilharia média e 13 baterias pesadas, para além das divisões de artilharia da infantaria. O plano de fogo para a artilharia do 4.º Exército foi concebido pelo oficial de artilharia mais velho de Monash, o Major-General C.E.D. Budworth. Os avanços tecnológicos na técnica de detecção da artilharia inimiga pelo som das suas armas e a utilização do reconhecimento fotográfico aéreo, permitiu diminuir significativamente os disparos de artilharia falhados. Budworth produziu um esquema de tiro que permitiu que cerca de 504 armas alemãs, de um total de 530  fossem atingidas logo no primeiro momento do ataque, enquanto um fogo de barragem intenso precedia a infantaria. Este método era semelhante ao Feuerwalze que os próprios alemães tinham utilizado na sua Ofensiva da Primavera, mas a sua eficácia foi superior devido ao elemento surpresa.
Também estavam presentes 580 tanques. Os Corpos do Canadá e da Austrália tinham, cada um, uma brigada constituída por quatro batalhões, com 108 tanques Mark V, 36 Mark V "Star" capazes de transportar um esquadrão de infantaria armada com a metralhadora Lewis e 24 tanques sem armas para transportar mantimentos e munições. Um único batalhão de tanques Mark V  foi alocado ao III Corps. O Corpo de Cavalaria recebeu dois batalhões cada um com 48 tanques Whippet Mk A.
O reposicionamento de quatro divisões de infantaria do Corpo Canadiano em Amiens, foi efectuado pelos Aliados sem ser detectado pelos alemães. Este sucesso foi um facto notável reflectindo o árduo trabalho dos Exércitos Britânicos. Um destacamento de dois batalhões de infantaria do Corps, uma unidade de comunicações portáteis e uma estação de apoio foram enviados para a frente perto de Ypres para enganar os alemães levando-os a acreditar que todo o Corpo se movia para norte em direcção à Flanders. O Corpo Canadiano só ficou em posição no dia 7 de agosto. Para manter o segredo, os comandantes Aliados passaram a mensagem "Keep Your Mouth Shut" (Mantenham-se calados) aos seus homens, e referiram-se ao ataque como um "raide" e não como uma "ofensiva".

### Preliminares

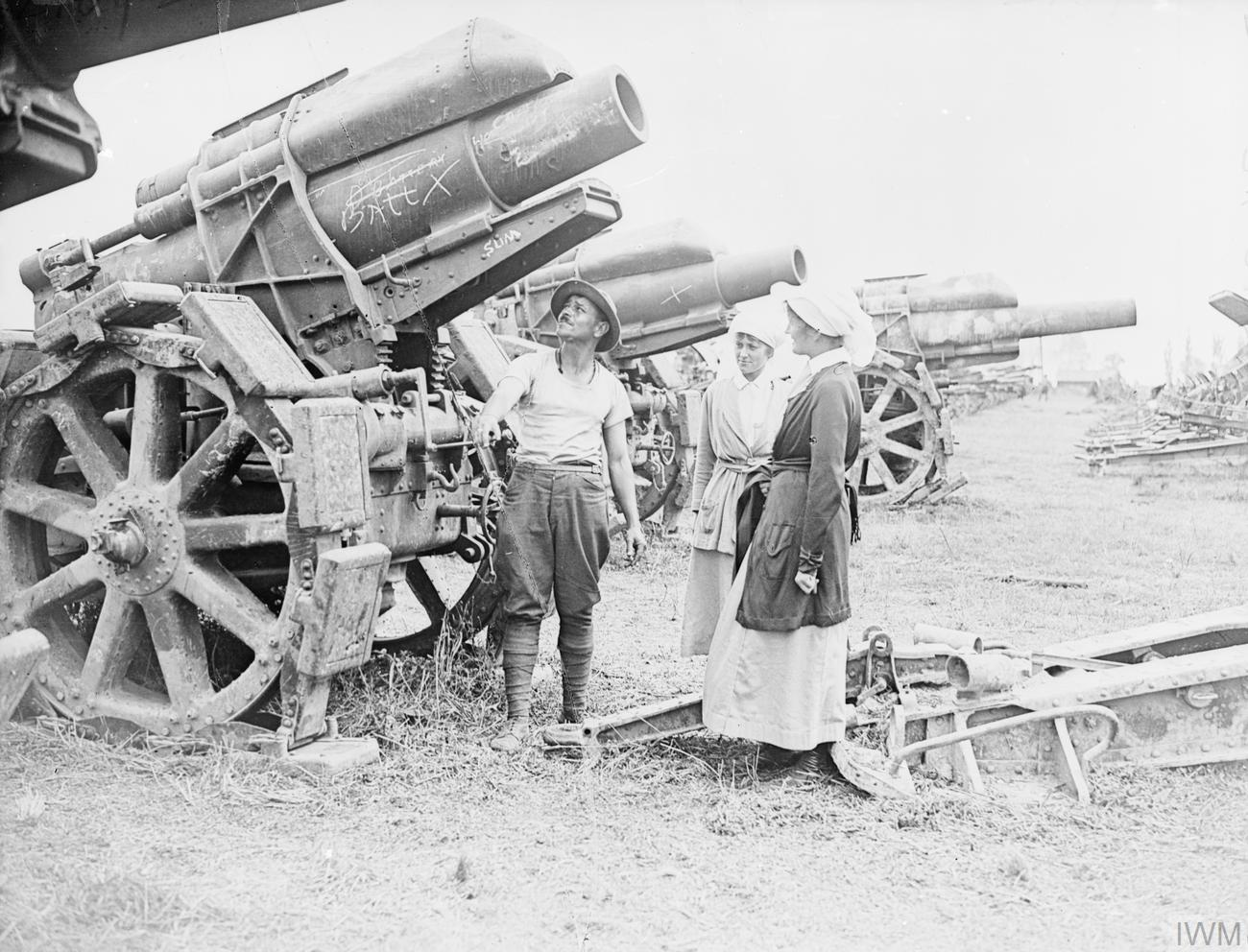
Duas enfermeiras verificando um obus pesado Mörser 16 de 21 cm em um depósito de artilharia alemã capturado pelo Quarto Exército Britânico.

Embora os alemães estivessem presentes na ofensiva no final de julho de 1918, os exércitos Aliados estavam a ganhar força com a chegada de unidades norte-americanas a França, e com o reforço de tropas britânicas transferidas do Reino Unido e da Campanha do Sinai e Palestina. Os comandantes alemães aperceberam-se que, no início de agosto, as suas forças deviam passar para uma posição defensiva, embora Amiens não fosse considerada uma frente. Os alemães acreditavam que os franceses iriam atacar a frente leste Saint-Mihiel, Rheims, ou na Flandres perto de Monte Kemmel, e que os britânicos atacariam ao longo do rio Lys ou perto de Albert. De facto, os Aliados efectuaram alguns contra-ataques nestes sectores, tanto para conquistar objectivos locais como para desviar a atenção da zona de Amiens. As forças alemãs começaram a retirar-se do Lys e de outras frentes em resposta às operações Aliadas. Os Aliados mantiveram a artilharia e o fogo aéreo ao longo das diferentes frentes, movimentando as tropas apenas à noite, e efectuando falsos movimentos diurnos para disfarçar as suas verdadeiras intenções.
A frente alemã a leste de Amiens manteve-se controlada pelo 2.º Exército Alemão comandado pelo General Georg von der Marwitz, com seis divisões em linha (e mais duas em frente do 1.º Exército Francês). Apenas duas divisões estavam de reserva. A 6 de Agosto, a 27.ª Divisão Alemã atacou algumas posições a norte do Somme, causando alguma preocupação entre os Aliados pois era uma posição que os Aliados planeavam atacar dois dias depois. A divisão alemã (uma formação Stosstruppen especialmente seleccionada e treinada) penetrou apenas 730 m na pequena frente de 2,4 km de extensão. Este ataque foi efectuado em resposta a um ataque às suas trincheiras feito 5.ª Divisão Australiana a norte de Somme, na noite de 31 de Julho, e que fez muitos prisioneiros, antes de o corpo australiano se concentrar a sul do rio. A divisão alemã recuou para a sua posição inicial na manhã de 7 de Agosto, o que veio influenciar o plano Aliado que teve de ser alterado.

## A batalha

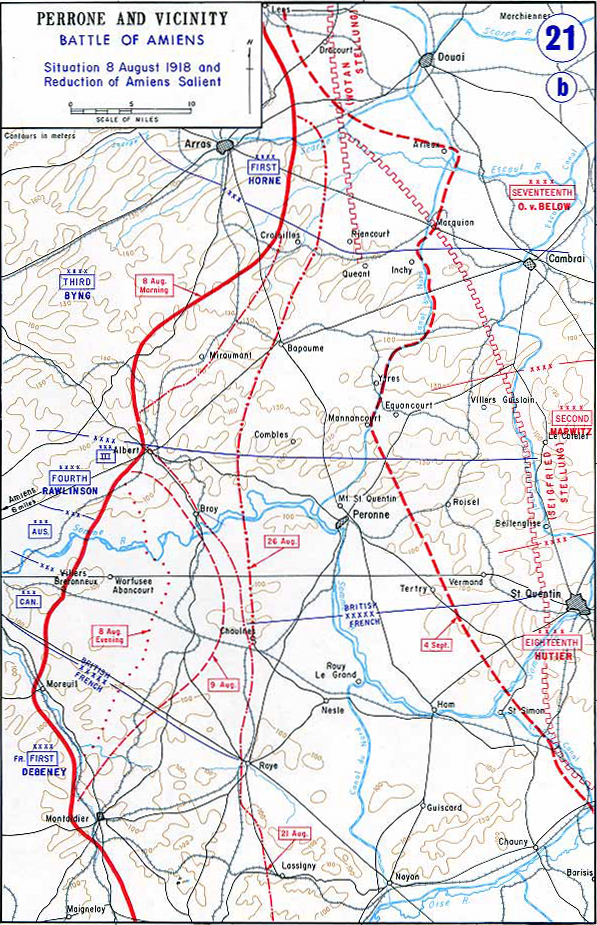
Mapa com o avanço da linha Aliada.

A batalha teve início no meio de um denso nevoeiro às 4 horas e vinte da manhã do dia 8 de agosto de 1918. Sob o comando de Rawlinson do 4.º Exército, o III Corpo Britânico atacou a norte do Somme, o Corpo Australiano a sul do rio na zona central da frente do 4.º Exército e o Corpo Canadiano a sul dos australianos. O 1.º Exército Francês, liderado pelo General Debeney, iniciou os bombardeamentos ao mesmo tempo, e começou a avançar 45 minutos depois, apoiado por um batalhão de 72 tanques Whippet Mk A. As forças alemãs estavam de alerta, mas o seu estado de vigília devia-se a possíveis retaliações pelos seus ataques no dia 6 e não por terem conhecimento do plano Aliado. Embora as duas forças estivessem separadas uma da outra cerca de 460 m, o bombardeamento com gás tinha pouca dimensão, pois a posição das forças Aliadas era desconhecida dos alemães. O ataque foi tão inesperado que as forças alemãs só começaram a responder passados cinco minutos, e mesmo a sua resposta foi focada para as posições iniciais dos Aliados, de onde estes já tinham saído há muito tempo.
Na primeira fase, foram sete as divisões que participaram no ataque: as britânicas 18.ª Divisão Este e 58.ª Divisão de Londres; as australianas 2.ª e 3.ª Divisões; e as canadianas 1.ª, 2.ª e 3.ª Divisões. Parte da 33.ª Divisão americana apoiou as forças britânicas a norte do Somme.

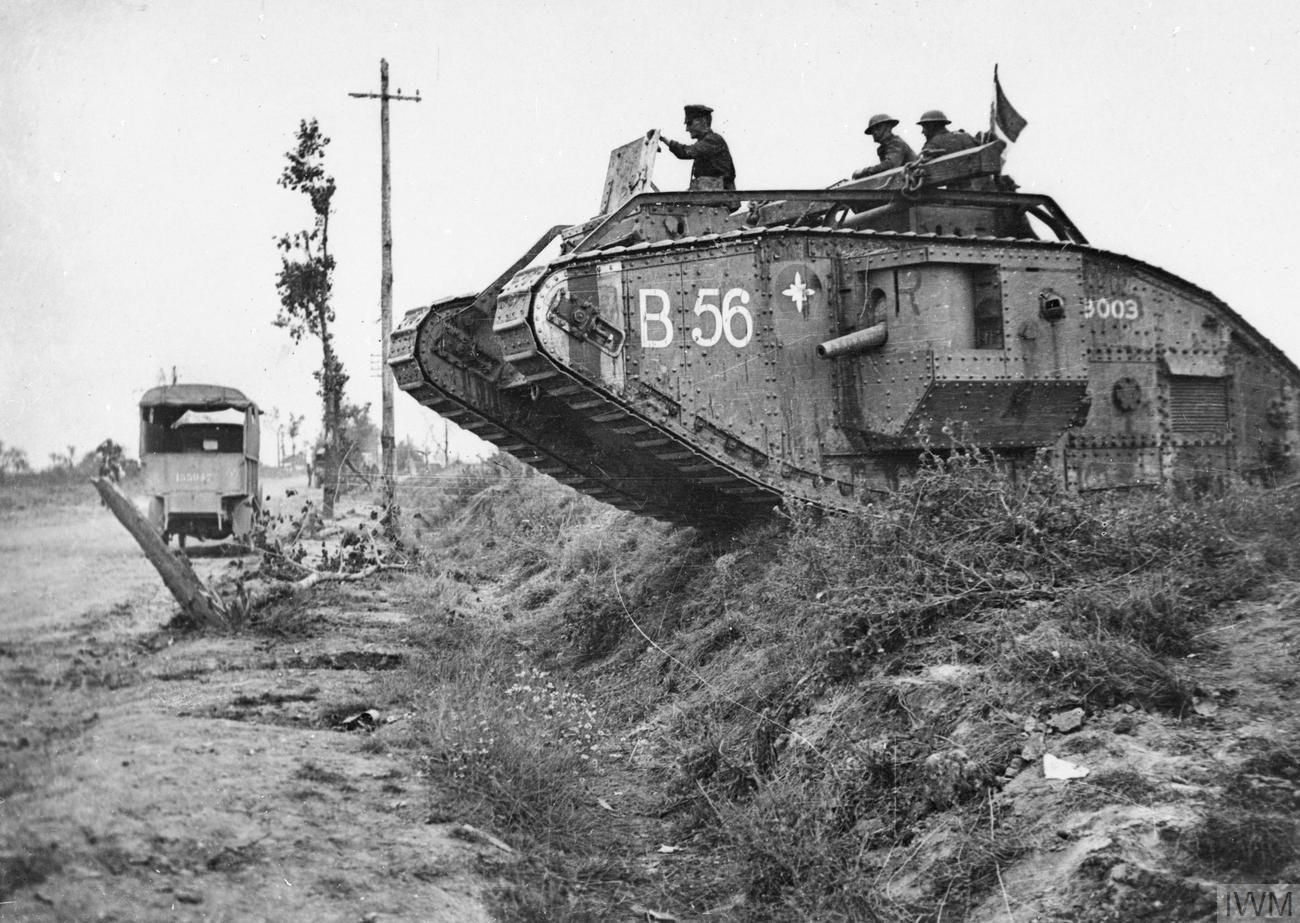
Tanque britânico Mark V (B56, 9003) do 2º Batalhão, Corpo de Tanques atravessando uma vala na beira de uma estrada em Lamotte-en-Santerre, 8 de agosto de 1918.

As forças Aliadas capturaram a primeira posição alemã, avançado cerca de 3,7 km por volta das 7h30 da manhã. Ao centro, as unidades de apoio às divisões principais atacaram o segundo objectivo a 3,2 km de distância. As unidades australianas chegaram ao seu primeiro objectivo às 7h10, e pelas 8h20, as 4.ª e 5.ª Divisões Australianas e a 4.ª Divisão Canadiana, passaram através da abertura inicial das linhas alemãs. A terceira fase do ataque foi da responsabilidade dos tanques de transporte de infantaria Mark V*. Contudo, a infantaria conseguiu cumprir a sua tarefa sem ajuda. Os Aliados conseguiram penetrar bastante atrás das defesas alemãs e agora a cavalaria continuava o seu avanço, uma brigada no sector australiano e duas divisões de cavalaria no canadiano. O fogo da RAF e dos carros blindados impediu as forças alemãs de se reagruparem.
As forças canadianas e australianas, no centro do ataque, avançaram rapidamente empurrando a linha cerca de 4,8 km para lá da sua posição inicial por volta das 11h00. A velocidade do seu avanço foi tal que um grupo de oficiais alemães e pessoal de apoio, foram capturados enquanto tomavam o pequeno-almoço. No final do dia, os Aliados tinham conquistado cerca de 24 km de terreno à linha alemã a sul do Somme. A norte do rio o sucesso não foi tão significativo, onde o III Corpo Britânico tinha apenas um batalhão de tanques de apoio, o terreno era mais difícil e o ataque alemão de 6 de agosto tinha alterado alguns dos preparativos. Embora os atacantes tenham conquistado alguns dos objectivos, foram bloqueados perto de Chipilly, um cume bastante íngreme e arborizado.
O 4.º Exército Britânico fez 13 000 prisioneiros alemães, enquanto os franceses capturaram mais 3 000 soldados. O total de vítimas alemães foi estimada em 30 000 a 8 de agosto. As vítimas da infantaria do 4.º Exército, britânicas, australianas e canadianas foram de 8 800, sem contar com as vítimas dos tanques e das aeronaves e das forças francesas.
O Chefe-de-Estado Maior do Exército Alemão, Paul von Hindenburg, referiu que o factor surpresa utilizado pelos Aliados e a destruição das linhas de comunicação alemãs tinham prejudicado potenciais contra-ataques alemães isolando as posições de comando. O general alemão Erich Ludendorff descreveu o primeiro dia de Amiens como "o dia mais negro do Exército Alemão" (em alemão "Schwarzer Tag des deutschen Heeres"), não por causa do terreno pedido com o avanço Aliado, mas porque o moral das tropas alemãs tinha atingido um nível tão baixo que muitos soldados tinham rendido sem qualquer luta. Ele relatou casos de tropas em retirada a gritar "Só estão a prolongar a guerra! " a oficiais que os tentavam reagrupar, e "Blackleg!" a reservas que se moviam. Foram derrotadas cinco divisões alemãs. As forças Aliadas tinham conquistado cerca de 11 km ao inimigo no final do dia. Os canadianos conseguiram avançar 13 km, os australianos 11 km, os britânicos 3,2 km e os franceses 8 km.

### Últimos combates

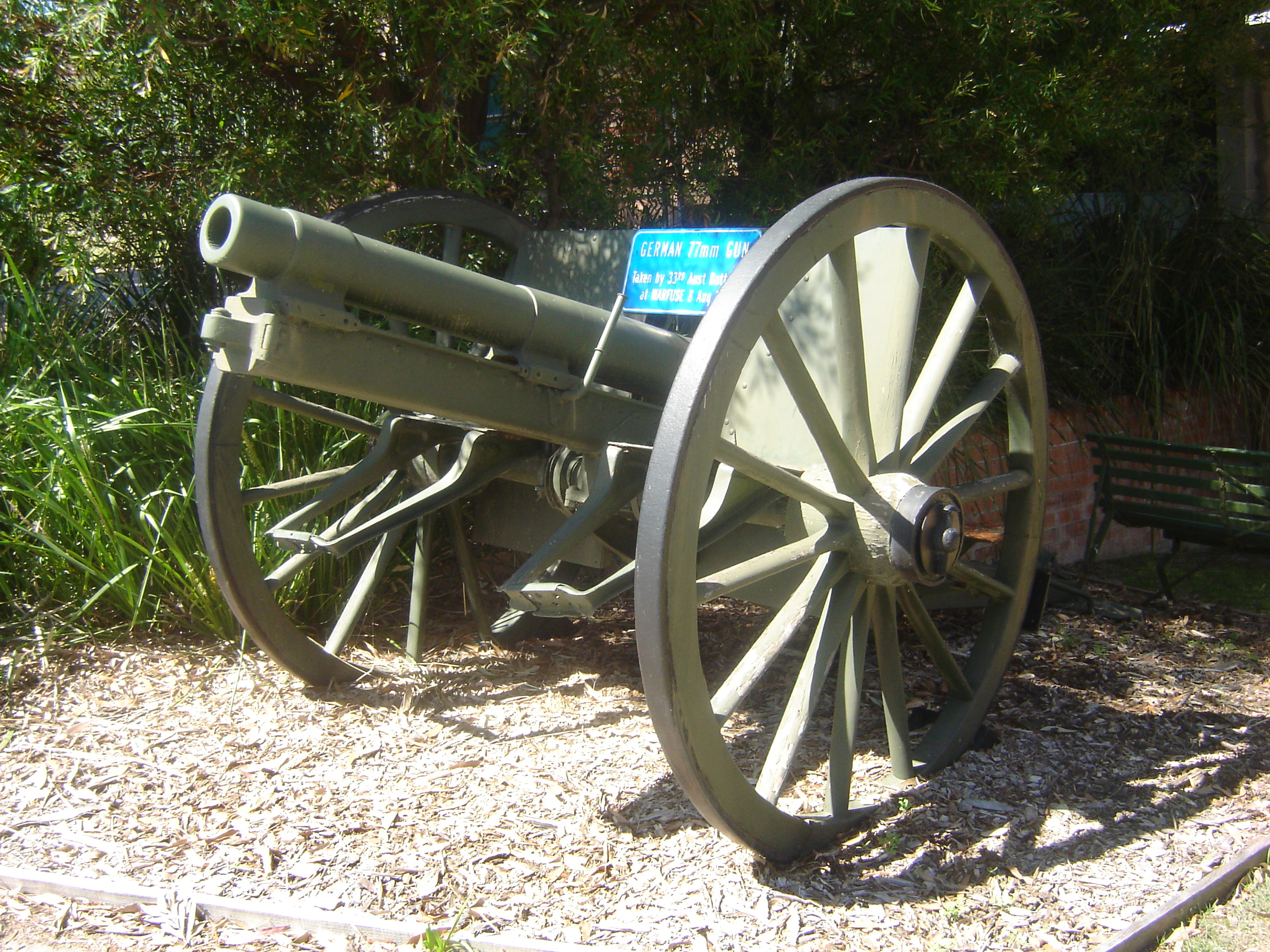
Um canhão anti-carro alemão 7.7 cm FK 96 n.A. capturada durante o decorrer da batalha, pelo 33.º Batalhão Australiano.

O avanço continuou no dia 9 de agosto, mas sem os resultados espectaculares do primeiro dia. A batalha foi alargada a norte e a sul do ataque inicial com o sector sul da batalha, envolvendo as forças francesas, designada por Batalha de Montdidier.
A infantaria já não tinha o apoio do fogo da artilharia  e a força inicial de mais de 500 tanques, que tiveram um papel essencial para o sucesso Aliado, foi reduzido para seis unidades que ficaram prontas para a batalha em quatro dias. Os alemães, na colina Chipilly, tinham o controlo de uma grande zona de fogo a sul do Somme, e os seus flancos  conseguiram deter as restantes unidades do Corpo Australiano até ao dia 9 de Agosto, quando um pequeno grupo australiano passou através do rio e capturou a vila de Chipilly, ao mesmo tempo que o III Corpo atacava. Na frente canadiana, as estradas muito congestionadas e os problemas com comunicações, impediram a 32.ª Divisão Britânica de se movimentar com rapidez e acompanhar o avanço.

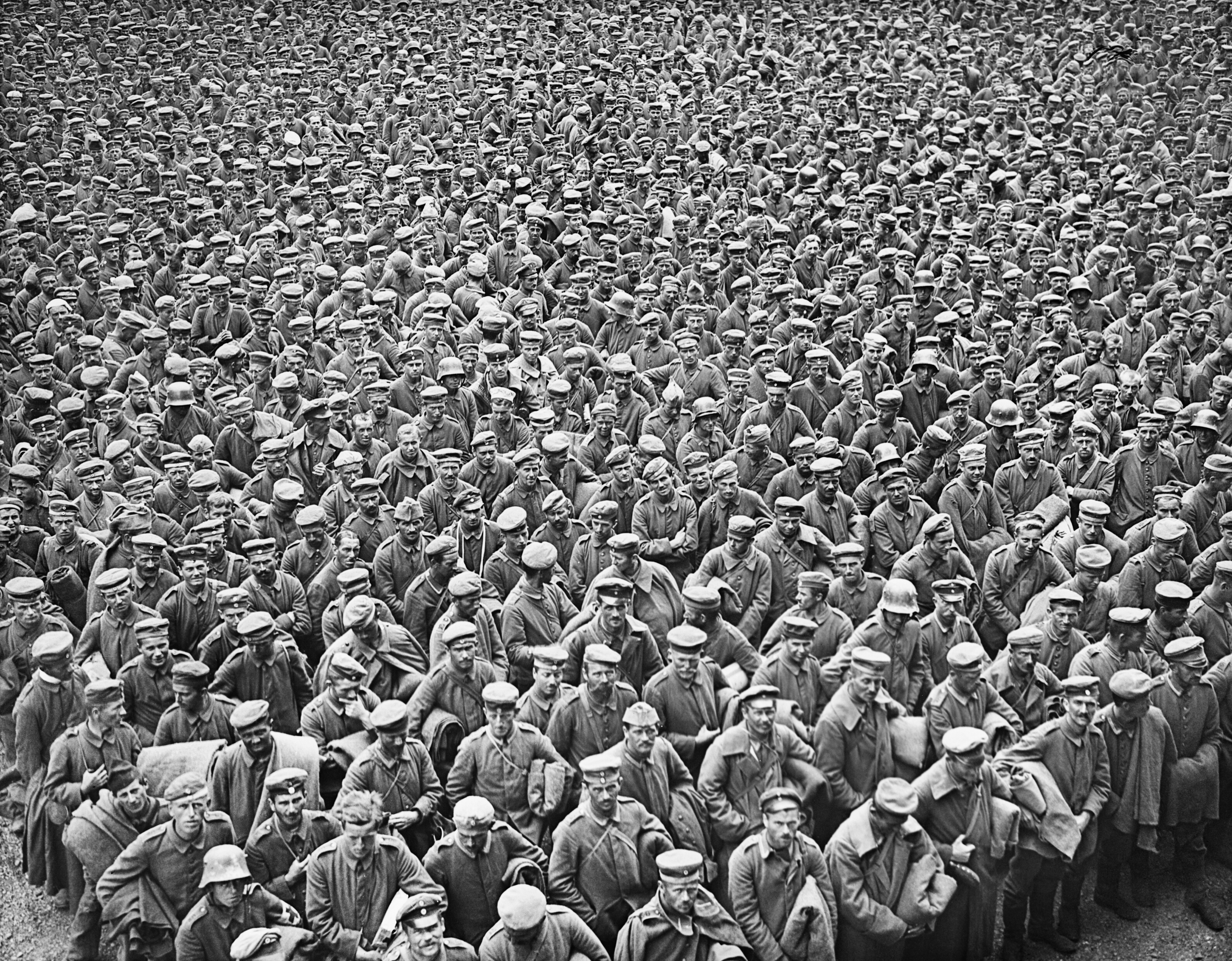
Milhares de prisioneiros alemães, feitos ao final de 1918.

A 10 de Agosto, havia sinais de que os alemães estavam a deixar o saliente da Operação Michael. De acordo com relatórios oficiais, os Aliados tinham capturado perto de 50 000 prisioneiros e 500 armas a 27 de agosto. Mesmo com menos tanques, os britânicos avançaram 19 km pelas posições alemãs, no dia 13 de agosto.
O Marechal-de-Campo Haig recusou o pedido do Marechal Foch para continuar a ofensiva, preferindo lançar uma nova ofensiva com o 3.º Exército de Byng entre Ancre e Scarpe.

## Rescaldo

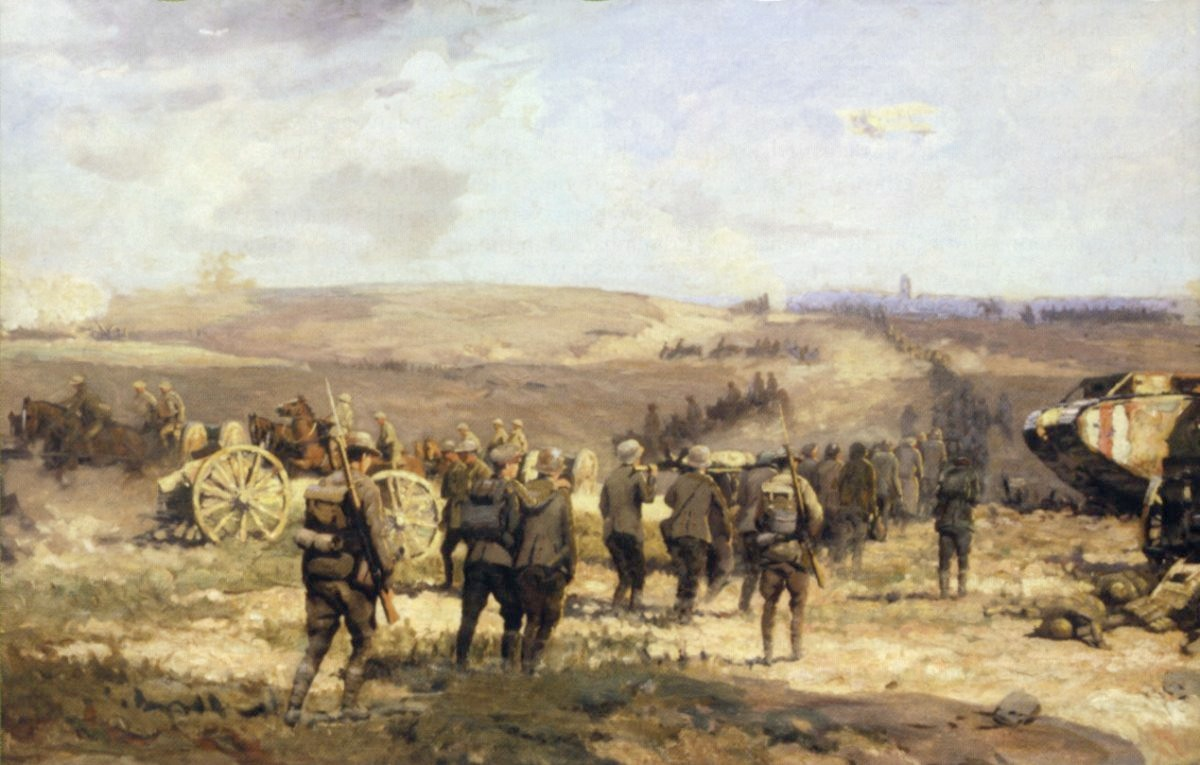
8 de Agosto de 1918 por Will Longstaff, onde se vê prisioneiros de guerra alemães a ser levados até Amiens.

A Batalha de Amiens foi um dos principais pontos de viragem da guerra. Os alemães tinham começado a ofensiva com o Plano Schlieffen antes de a guerra se transformar numa guerra de trincheiras; a Corrida para o mar diminuiu os movimentos na Frente Ocidental; e a Ofensiva da Primavera alemã, no início do ano, tinha-lhe dado uma vantagem ofensiva na Frente Ocidental. O apoio dos blindados ajudou os Aliados a furar as linhas de trincheira, enfraquecendo aquelas posições. O 3.º Exército Britânico, sem o apoio dos tanques, pouca influência teve nas linhas, enquanto o 4.º Exército, com pouco menos de 1 000 penetrou profundamente em território alemão. O comandante australiano, John Monash recebeu o título de Cavaleiro pelo rei Jorge V nos dias seguintes à batalha.
O correspondente de guerra britânico Philip Gibbs descreveu o efeito que Amiens teve no decorrer da guerra, dizendo, a 27 de agosto, que "o inimigo...está na defensiva " e "a iniciativa de ataque está tão nas nossas mãos que estamos prontos a atacá-lo em muitos sítios diferentes." Gibbs também aponta Amiens como causa para a mudança de mora das tropas, dizendo, "houve mais mudança nas mentes dos homens que na conquista do território. Do nosso lado, o exército parece estar motivado com a grande esperança de continuar o seu trabalho depressa " e que "também há mudança na mente do inimigo. Já não têm a mínima esperança de vitória nesta frente ocidental. Tudo aquilo que esperam é defenderem-se a eles próprios o tempo suficiente para alcançar a paz pela via da negociação".